# Francuska triada nuklearna

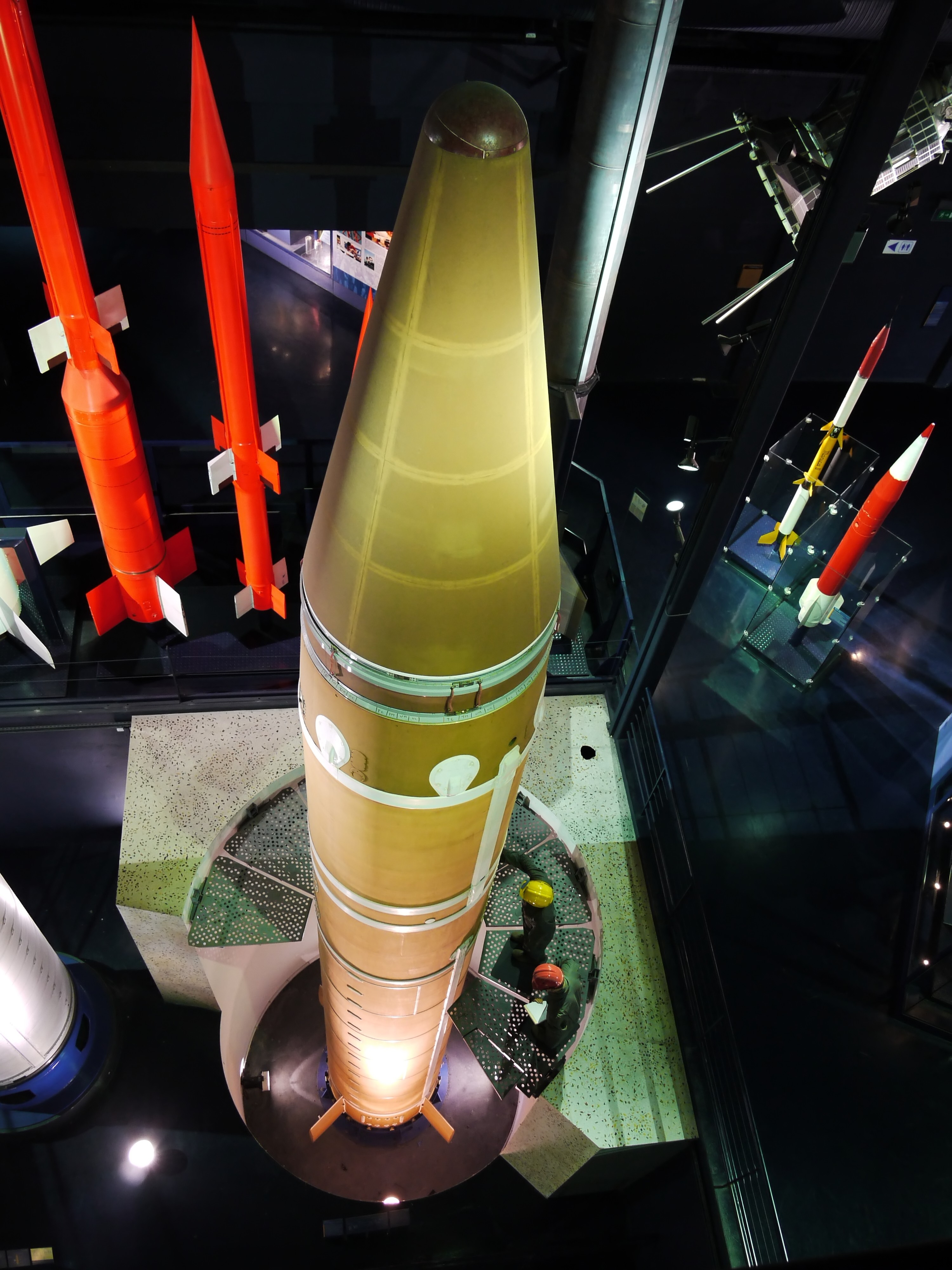
Rakieta S3 w muzeum Bourget

Francuska triada nuklearna – strategiczne siły nuklearne Francuskich Sił Zbrojnych. Stanowi element odstraszania nuklearnego.
W jej skład wchodzą strategiczne siły rakietowe wojsk lądowych ze stacjonarnymi i mobilnymi wyrzutniami międzykontynentalnych pocisków balistycznych ICBM, strategiczne siły morskie składające się z atomowych okrętów podwodnych wyposażonych w wyrzutnie pocisków balistycznych SLBM oraz strategiczne siły powietrzne.
Od 1998 Francja nie dysponuje klasyczną triadą atomową w postaci morskich, powietrznych i bazujących na lądzie środków przenoszenia głowic jądrowych. Obecnie (2022) francuski atomowy arsenał składa się z floty okrętów podwodnych oraz stale rozwijanych samolotów .

## Charakterystyka
Po porażce sił francuskich w bitwie pod Dien Bien Phu, która zakończyła okres kolonialnego panowania Francji w Indochinach i spowodowała poczucie klęski i upadek morale Francuzów, brak poparcia Stanów Zjednoczonych dla zbrojnej interwencji Francji w Egipcie w 1956 przyczynił się do utraty zaufania do sojuszników z NATO. Stało się to powodem przyspieszenia prac nad rozwojem własnej broni jądrowej. 

Jeszcze w 1954 premier Pierre Mendès-France zatwierdził program budowy broni nuklearnej, a w kwietniu 1958 wydano oficjalne polecenie budowy i przetestowania głowicy jądrowej. Nowy prezydent Charles de Gaulle podpisał niezależną strategię potężnego uderzenia (cle frappe). W 1960 utworzone zostały francuskie strategiczne siły jądrowe. Skoncentrowano się na projektowaniu bomb AN-11 i AN-22 oraz głowicy jądrowej MR-31. W 1962 rozpoczęto tworzenie komponentu morskiego – budowę francuskich atomowych okrętów podwodnych.

W latach sześćdziesiątych zapoczątkowano program budowy broni termojądrowej; kontynuowano także prace nad głowicami taktycznymi. Tym sposobem rozpoczęto budowę triady jądrowej, w której skład miały wejść nosiciele broni jądrowej z trzech rodzajów sił zbrojnych.

Po zakończeniu „zimnej wojny”, siły zbrojne Francji posiadały w wyposażeniu około 540 głowic jądrowych. W 1996 rozpoczęto reformowanie sił jądrowych. W tym samym roku wycofano ze służby rakiety pośredniego zasięgu S-3, a „lądowe” silosy zdemontowano 2 lata później. Od tej pory francuski arsenał jądrowy opiera się wyłącznie na lotnictwie i pociskach balistycznych odpalanych z atomowych okrętów podwodnych. W 1998 Francja rozpoczęła demontaż zakładów przetwarzania i wzbogacania uranu w Marcoule i Pierrelatte.

W 2015 Francja posiadała w uzbrojeniu około 300 głowic jądrowych i pozostawała drugą potęgą jądrową w NATO.
Francuska doktryna nuklearna opiera się na koncepcjach odstraszania i wystarczalności. Nuklearne odstraszanie w „obliczu istniejących zagrożeń i niepewnej przyszłości
pozostaje fundamentalną gwarancją francuskiego bezpieczeństwa”. 
Francja deklaruje, że jej broń nuklearna nie jest wymierzona w odgórnie założone cele. Ma ona w razie zagrożenia „żywotnych interesów” „wyrządzać szkody każdego rodzaju” zarówno „głównemu mocarstwu” jak i „mocarstwu regionalnemu”.

Oryginalną cechą francuskiej doktryny nuklearnej pozostaje koncepcja „ostatniego ostrzeżenia” mającego pokazać francuską determinację w obronie swoich „żywotnych interesów”. „Ostatnie ostrzeżenie” może przybrać dwie formy. Pierwsza ma polegać na detonacji głowicy o relatywnie małej mocy na pustyni lub z dala od centrów władzy i terenów zamieszkanych. Druga, na detonacji nuklearnej głowicy na dużej wysokości, by wywołać krótki, ale silny impuls elektromagnetyczny, który zniszczy systemy elektroniczne na terytorium wroga. Francja podkreśla, że nie użyje broni nuklearnej jako środka osiągania taktycznych celów wojskowych. Nie zrezygnowała jednak z prawa pierwszego użycia broni nuklearnej.
| Pocisk     | Liczba                                     | Głowica               | Nośnik                                                                                 | Uwagi                                                                                   |
| ---------- | ------------------------------------------ | --------------------- | -------------------------------------------------------------------------------------- | --------------------------------------------------------------------------------------- |
| ASMP-A     |                                            | TNA (wcześniej TN 81) |                                                                                        |                                                                                         |
| ASMP-A     | 40                                         | TNA (wcześniej TN 81) | myśliwce Dassault Rafale                                                               | wcześniej przenoszone były przez 20 Mirage 2000N, które zostały wycofane w 2018 roku    |
| ASMP-A     | 10                                         | TNA (wcześniej TN 81) | myśliwce pokładowe Dassault Rafale M służące na atomowym lotniskowcu Charles de Gaulle |                                                                                         |
| SLBM – M51 | 64 w aktywnej służbie (zbudowano 192 szt.) | 6-10 TNO MIRV         | atomowe balistyczne okręty podwodne typu Le Triomphant: S616, S617, S618, S619         | Zastąpiły wcześniejsze głowice TN 75 i pociski M45, które zostały wycofane w 2016 roku. |

Francja rezerwuje sobie prawo do wykonania pierwszego uderzenia jądrowego, w tym także przeciw krajowi, który nie posiada takiej broni, a który poprzez użycie środków terrorystycznych zaatakowałby żywotne interesy Francji. 
Podobnie jak pozostałe państwa posiadające broń jądrową, Francja przeprowadza cykliczne ćwiczenia z użyciem środków przenoszenia broni jądrowej.

Francja odrzuca możliwości taktycznego użycia broni jądrowej, ale zachowuje potencjał do całkowitego zniszczenia politycznych, gospodarczych i wojskowych ośrodków władzy ewentualnego agresora .

## Komponent powietrzny

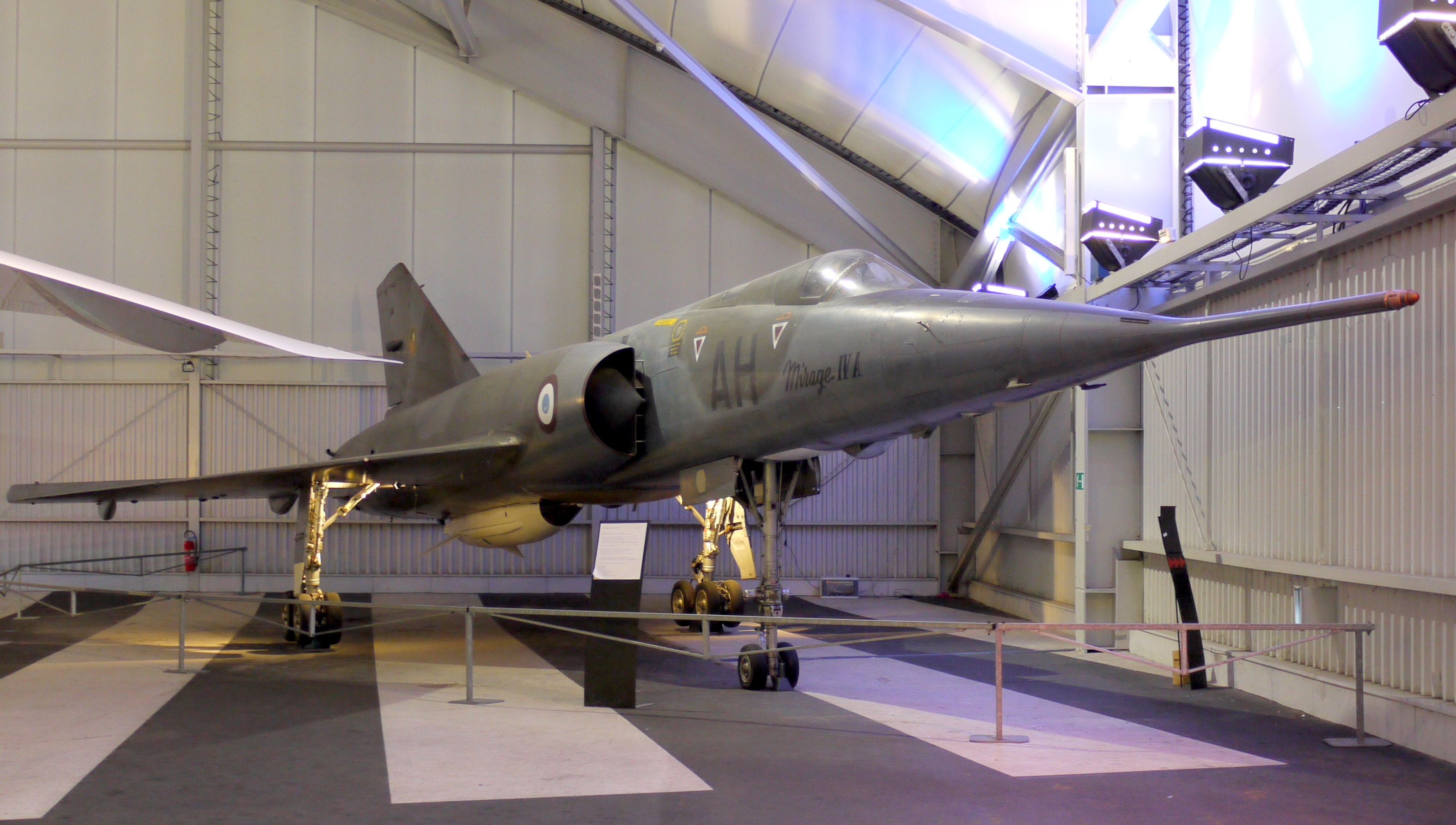
Mirage IVA z makietą bomby AN 22

Pierwszym komponentem triady jądrowej były bomby jądrowe AN-11 i nosiciele – odrzutowe samoloty bombowe Dassault Mirage IVA. Bomby AN-11 zastąpiła zmodyfikowana bomba AN-22 o mocy 60 kt. W 1988 zostały one wycofane z uzbrojenia, a jedyną bronią sił powietrznych pozostały rakiety samosterujące ASMP.
Pod koniec lat 70. XX w. strategiczne siły powietrzne zostały zreorganizowane. W ich składzie pozostały dwa pułki lotnictwa bombowego oraz pułk tankowania powietrznego. Samoloty Mirage IVA zakończyły służbę w 1996 roku. Uznając  lotnicze bomby jądrowe za mało skuteczne, rozpoczęto prace nad odrzutowym pociskiem kierowanym ASMP klasy „powietrze-ziemia” z taktyczną głowicę atomową TN-80/81. Od 1985 przezbrojono 19 samolotów Mirage IVA z 91 pułku lotnictwa bombowego. W 2009 do służby weszła nowa wersja pocisku ASMP-A o zasięgu do 600 km, która uzbrojona jest w głowicę jądrową o mocy 300 kt nowej generacji. W 2015 w uzbrojeniu sił powietrznych znajdowało się około 50 pocisków, które mogą być przenoszone przez samoloty Dassault Mirage 2000N z eskadry WE 3/4 w Istres i Dassault Rafale z eskadry WE 1/91 w Saint-Dizier. Dassault Mirage 2000N zostały wycofane ze służby w 2018 roku, obecnie jedynymi samolotami przenoszącymi broń atomową są Dassault Rafale.

W 2015 siły powietrzne przeprowadziły symulowane uderzenie z użyciem broni jądrowej. Uderzenie z użyciem uzbrojonej w głowicę jądrową rakiety samosterującej ASMP-A przeprowadził samolot Rafale B z bazy Saint-Dizier. Podczas wykonywania zadania zatankowano paliwo z samolotu-cystemy C-135FR, dokonano analizy rejonu, a następnie odpalono ćwiczebną rakietę ASMP-A na poligonie Biscarrosse w Akwitanii.

Trwają prace (2022) rozwojowe nad pociskiem ASMPA-R o zwiększonym zasięgu, a także nad następcą pocisków ASMP/A/R o nazwie ASN4G. Ma to być pocisk hipersoniczny, osiągający prędkość Mach 7-8, z zasięgiem przekraczającym 1000 km, a przenoszony przez samoloty Rafale. Jednocześnie prezydent Macron podkreślił odrzucenie możliwości taktycznego użycia broni jądrowej. Zaznaczył także, że Francja nie identyfikuje z wyprzedzeniem potencjalnych państw-celów dla takiej broni, ale jednocześnie musi zachować potencjał do całkowitego zniszczenia politycznych, gospodarczych i wojskowych ośrodków władzy ewentualnego agresora.

## Komponent lądowy
W połowie lat 60. XX w. przystąpiono do tworzenia komponentu lądowego triady. W latach 1966–1971 na płaskowyżu Albion wybudowano 18 silosów (wyrzutni) i umieszczono w nich dwustopniowe balistyczne pociski rakietowe SSBS uzbrojone w głowice jądrowe. Pierwszym balistycznym pociskiem rakietowym była rakieta S2. Rozmieszczono je w bazie sił powietrznych Apt-Saint-Christol. Od 1980 rakiety S2 zastępowano rakietami S3. Rakiety te znajdowały się w strukturze 1 Dywizji Rakiet Strategicznych.

We wrześniu 1996 roku prezydent Chirac ogłosił zamknięcie i demontaż wszystkich urządzeń i silosów na płaskowyżu Albion. W sierpniu 1998 roku baza została zamknięta.
| Typ | Okres użycia | Zasięg | Głowica | Moc    |
| --- | ------------ | ------ | ------- | ------ |
| S2  | 1971−1984    | 3000   | MR 31   | 120 kt |
| S3  | 1980−1996    | 3500   | TN 61   | 1,2 Mt |

## Komponent morski

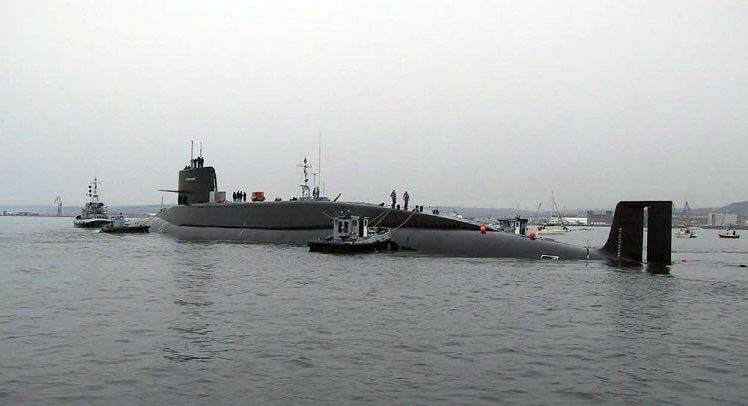
FS Redoutable

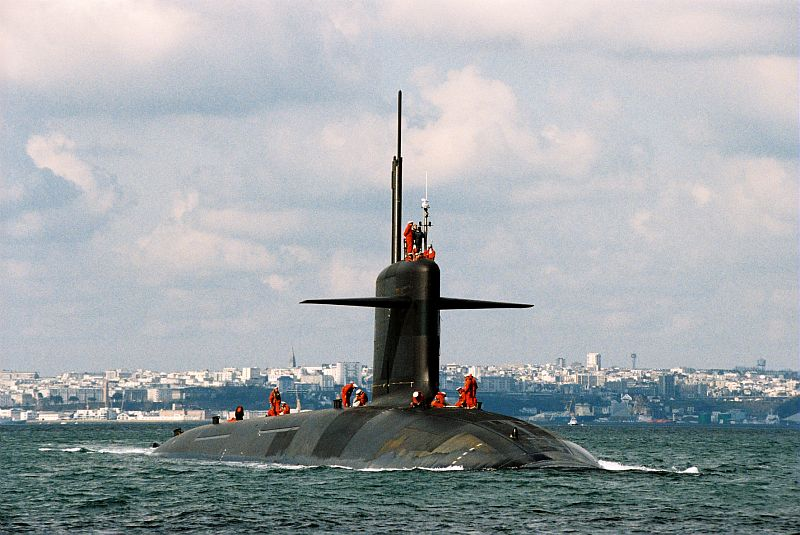
S 618 Le Vigilant

Trzecim komponent francuskiej triady jądrowej były atomowe okręty podwodne wyposażone w rakietowe pociski MSBS z głowicami termojądrowymi. Były to S611 Le Redoutable, S612 Le Terrible, S610 Le Foudroyant, S613 L'Indomptable i S614 Le Tonnant. Wszystkie okręty typu Le Redoutable przydzielone były do Strategicznych Sił Oceanicznych FOST z bazą w Ile Longue, przeniesioną w latach 80. XX w. do Brestu. W 1982 do linii wprowadzono kolejny okręt S615 L'Inflexible. W późniejszym czasie cztery z pięciu jednostek typu Le Redoutable zostały dostosowane do standardów L'Inflexible.

W sumie, atomowe okręty podwodne posiadały 96 wyrzutni balistycznych. Pierwsze dwa okręty zostały uzbrojone w dwustopniowe rakiety M-1 MSBS z jedną głowicą jądrową, na okrętach Le Foudroyant i L'Indomptable zamontowano nowsze rakiety typu M2, natomiast na okręcie Le Tonnant zamontowano rakiety M20, z głowicą termojądrową. W latach 80. na uzbrojenie okrętów typu L'Inflexible wprowadzono rakiety czwartej generacji M-4A/M-4B z głowicą MIRV, z sześcioma głowicami jądrowymi.

W 1989 rozpoczęto budowę kolejnej generacji atomowych okrętów podwodnych z rakietami balistycznymi. Do 2010 wybudowano okręty S616 Le Triomphant, S617 Temeraire, S618 Le Vigilant i S619 Le Terrible. Okręty S616 i S617 w wyposażeniu posiadają rakiety balistyczne M45, które uzbrojone są w głowicę MIRV 6 x TN-75 o mocy 100 kt każda, natomiast okręty S618 i S619 uzbrojone są w rakiety M51 z głowicami MIRV 6 x TN75 o mocy 150 kt każda. Główną bazą okrętów typu Le Triomphant jest Brest, gdzie stacjonują także Strategiczne Siły Oceaniczne FOST.

Strategiczne Siły Oceaniczne Marynarki Wojennej Francji posiadają (2015) 240 głowic jądrowych. W służbie znajdują się cztery okręty podwodne o napędzie atomowym typu Le Triomphant. Każdy okręt posiada 16 wyrzutni i może być uzbrojony w 16 rakiet balistycznych. Okręty uzbrojone są w rakiety M51. Każda rakieta uzbrojona jest w głowicę MIRV i może przenosić 6 samonaprowadzających się głowic jądrowych TN75. Łącznie Strategiczne Siły posiadają 62 wyrzutnie, z których może być wystrzelonych 384 głowic.
Francuskie prawo obliguje Marynarkę Wojenną do stałego pobytu na Oceanie Atlantyckim przynajmniej jednego atomowego okrętu podwodnego z rakietami balistycznymi do wypełniania misji odstraszania nuklearnego. Okręty podwodne z balistycznymi rakietami jądrowymi nie były przewidziane do działania w rejonie Morza Śródziemnego ze względu na duże prawdopodobieństwo ich wykrycia i zniszczenia.
| Typ | Okres użycia | Zasięg   | Głowica                                    | Moc               |
| --- | ------------ | -------- | ------------------------------------------ | ----------------- |
| M1  | 1971−1975    | 3000 km  | MR41                                       | 500 kt            |
| M2  | 1974−1978    | 3200 km  | MR41                                       | 500 kt            |
| M20 | 1977−1991    | 3000 km  | TN60/61                                    | 1,2 Mt            |
| M4  | 1985−2008    | 5000 km  | 6xTN71 MIRV                                | 150 kt            |
| M45 | 1996−2016    | 6000 km  | 6xTN75 MIRV                                | 100 kt            |
| M51 | 2010−        | 10000 km | M51.1: 6-10 TN75 MIRV M51.2: 6-10 TNO MIRV | 150 kt 100-300 kt |

## Taktyczne siły jądrowe Francji

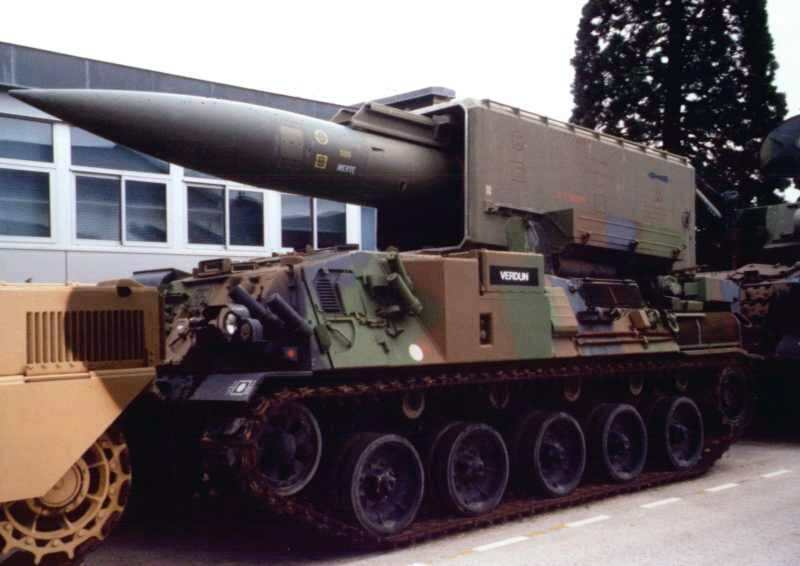
Wyrzutnia „Pluton”

Pomimo wycofania się ze struktur NATO, francuscy politycy podkreślali, że Francja w razie wybuchu wojny w Europie wesprze działania Sojuszu na Centralnym TDW, włącznie z użyciem taktycznej broni jądrowej. Francja traktowała obszar RFN jako strefę własnego bezpieczeństwa, a jej naruszenie miało spowodować automatyczne jej włączenie się do wojny.
W tym celu ogólnowojskowe związki taktyczne zostały przystosowane do prowadzenia działań bojowych w warunkach użycia taktycznej broni jądrowej, a w ramach francuskich sił lądowych sformowano pułki artylerii rakietowej z rakietami „Pluton”. Broń jądrowa znajdowała się w na szczeblu dywizji i korpusu armijnego. Zgodnie z natowską koncepcją „głębokich uderzeń”, opracowano narodową koncepcję „bitwy do przodu”, w myśl której francuskie związki operacyjne i taktyczne, rozmieszczone głównie na terytorium własnego kraju, miały być przesunięte „do przodu” i użyte bojowo na terytorium państwa sojuszniczego. W przypadku użycia przez przeciwnika taktycznej broni jądrowej, Francja przewidywała ponowne włączenie się do zintegrowanej struktury Paktu Północnoatlantyckiego oraz planowała użycie własnych sił jądrowych.

W skład taktycznych sił jądrowych wojsk lądowych wchodziło pięć pułków artylerii, które w wyposażeniu posiadały pociski rakietowe „Pluton”. W uzbrojeniu francuskich sił zbrojnych znajdowało się około 70 zestawów rakiet balistycznych krótkiego zasięgu „Pluton”, które były montowane na platformie TEL, na podwoziu czołgowym AMX 30. W 1993 „Plutony” zostały zastąpione rakietami „Hades”. Ze względu na redukcję taktycznej broni jądrowej i one zostały w 1997 wycofane z linii i zniszczone.

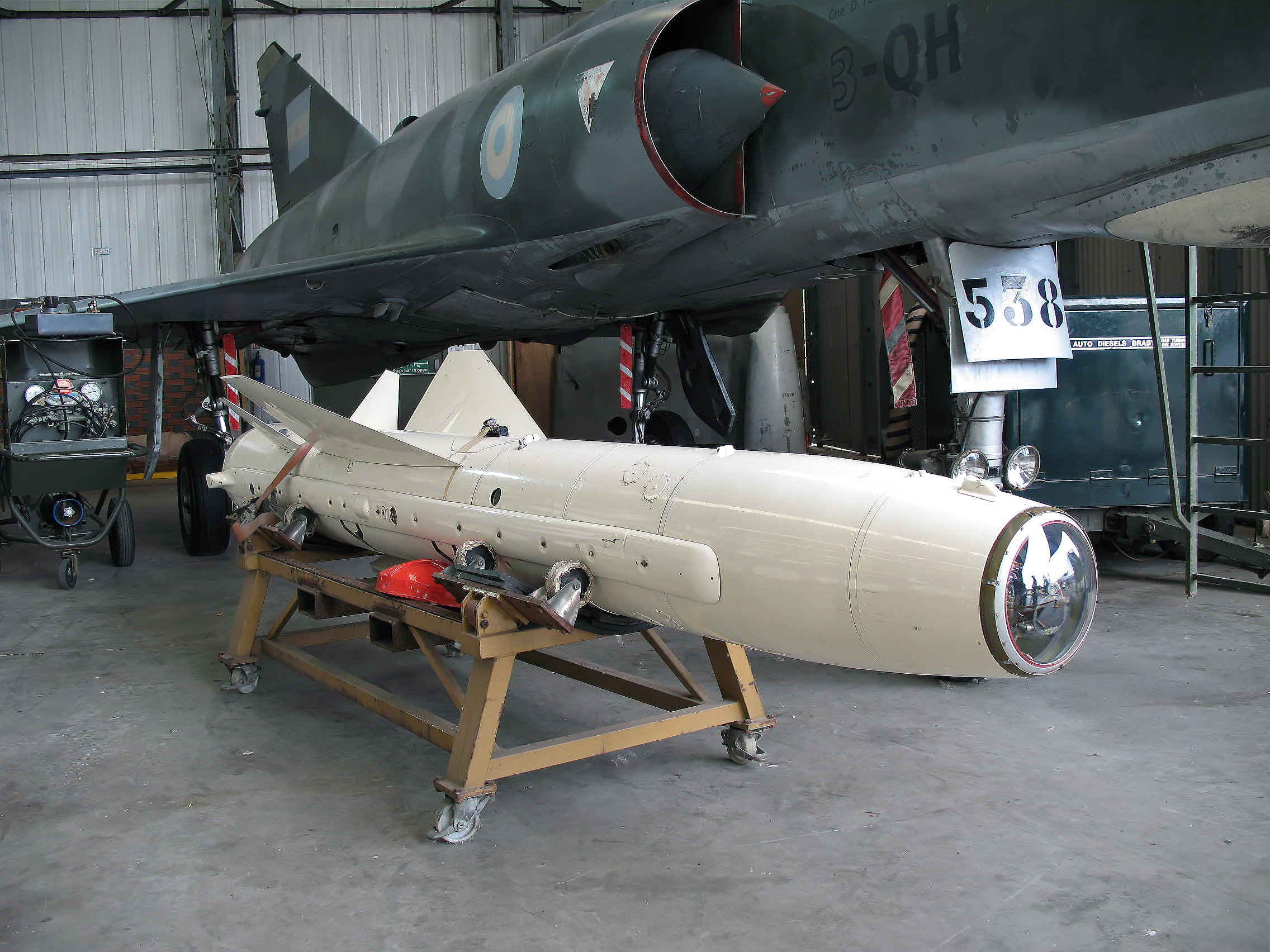
AJ-168

W skład taktycznych sił powietrznych wchodziły dwa korpuśne dowództwa lotnictwa taktycznego, oraz dwa pułki lotnictwa myśliwsko-bombowego. Ich samoloty: Mirage IIIE i Jaguar były przystosowane do przenoszenia bomb AN-52, a 3 eskadra 7 plmb – rakiet Martel AS-37.
W 1978 do służby w strukturach 11 Flotylli Lotnictwa Myśliwsko- Szturmowego wszedł pokładowy samolot myśliwsko-szturmowy Super Etendard. W uzbrojeniu, oprócz konwencjonalnych pocisków rakietowych, posiadał bomby jądrowe AN-52 oraz kierowane rakiety ASMP z głowicami jądrowymi. Samoloty te mogły też stacjonować na lotniskowcach „Clemenceau” lub „Foch”.